# Milà-Rapallo
La Milà-Rapallo (en italià Milano-Rapallo) és una competició ciclista d'un sol dia que es disputa entre les ciutats italianes de Milà (Llombardia) i Rapallo (Ligúria). Creada el 1946 està reservada a ciclistes sub-23 i també a amateurs.

## Palmarès
| Any       | Vencedor              | Segon                    | Tercer                   |
| --------- | --------------------- | ------------------------ | ------------------------ |
| 1946      | Italo De Zan          | Alfredo Pasotti          | Andrea Carrea            |
| 1947      | Umberto Dei           | Paolo Catastini          | Ettore Milano            |
| 1948      | Enzo Nannini          | Dino Rossi               | Pietro Giudici           |
| 1949      | Giuseppe Minardi      | Eraldo Giganti           | Rinaldo Moresco          |
| 1950      | Mario Lorenzotti      | Tranquillo Scudellaro    | Rodolfo Falzoni          |
| 1951      | Franco Arosio         | Oliviero Ceccarelli      | Francesco Lucchesi       |
| 1952      | Emilio Ciolli         | Tito Bianchi             | Umberto Villa            |
| 1953      | Renato Ponzini        | Franco Arosio            | Bruno Maccagnan          |
| 1954      | Aurelio Del Rio       | Carlo Zorzoli            | Fernando Brandolini      |
| 1955      | Dino Bruni            | Lino Grassi              | Franco Arosio            |
| 1956      | Angelo Miserocchi     | Roberto Di Credico       | Ezio Salza               |
| 1957      | Adriano Zamboni       | Giacomo Fini             | Giuseppe Cainero         |
| 1958-1964 | No disputada          |                          |                          |
| 1965      | Ferruccio Manza       | Antonio Temporin         | Gaetano Biffi            |
| 1966      | Mario Bettazioli      | Costantino Conti         | Alberto Della Torre      |
| 1967      | Angelo Corti          | Giovanni Cavalcanti      | Aldo Balasso             |
| 1968      | Franco Vanzin         | Franco Baroni            | Tommaso Giroli           |
| 1969      | Emmanuele Bergamo     | Giorgio Ghezzi           | Angelo Davo              |
| 1970      | Gianni Di Lorenzo     | Francesco Livio          | Giuseppe Fontana         |
| 1971      | Alfiero Di Lorenzo    | Tiziano Giacomini        | Antonio Ottaviano        |
| 1972      | Francesco Moser       | Gianbattista Baronchelli | Serge Parsani            |
| 1973      | Pietro Alegri         | Luciano Rossignoli       | Massimo Tremolada        |
| 1974      | Walter Tabai          | Carlo Zoni               | Luciano Corsi            |
| 1975      | Antonio Bonini        | Flavio Morelli           | Gabriele Porrini         |
| 1976      | Gino Lori             | Francesco Piacezzi       | Alessandro Cardelli      |
| 1977      | Sergio Santimaria     | Giorgio Casati           | Giovanni Bino            |
| 1978      | No disputada          |                          |                          |
| 1981      | Lucio Forasacco       | Enzo Serpelloni          |                          |
| 1982-183  | No disputada          |                          |                          |
| 1984      | Ivan Gobbi            | Camillo Passera          | Elio Fasola              |
| 1985      | Marco Saligari        | Enrico Pezzetti          | Claudio Brandini         |
| 1986      | Stefano Breme         | Luca Rigamonti           | Mario Scirea             |
| 1987      | Daniele Piccini       | Paolo Ricciuti           | Ettore Pastorelli        |
| 1988      | Giorgio Furlan        |                          |                          |
| 1989      | Stefano Cattai        | Dario Bottaro            | Paolo Lanfranchi         |
| 1990      | Enrico Cecchetto      | Francesco Frattini       | William Chiementin       |
| 1991      | Francesco Frattini    | Maxim Ratnikov           | Gabriele Rampollo        |
| 1992      | Alessandro Baronti    | Enrico Bonetti           | Paolo Fornaciari         |
| 1993      | Gabriele Colombo      | Marco Villa              | Andrea Paluan            |
| 1994      | Claudio Ainardi       | Ivano Zuccotti           | Emanuele Lupi            |
| 1995      | Daniele De Paoli      | Alessandro Pozzi         | Marco Velo               |
| 1996      | Cristiano Andreani    | Simone Mori              | Gino Paolini             |
| 1997      | Christian Auriemma    | Fabio Carlino            | Marco Giroletti          |
| 1998      | Alessandro Guerra     | Massimo Cigana           | Serguei Baradoulin       |
| 1999      | Thomas Pezzoli        |                          |                          |
| 2000      | Luca De Angeli        |                          |                          |
| 2001      | Boris Gapych          | Fabio Quercioli          | Cristian Tosoni          |
| 2002      | Aliaksandr Kuschynski | Simon Gerrans            | Davide Daniele Silvestri |
| 2003      | No disputada          |                          |                          |
| 2004      | Riccardo Riccò        | Denis Shkarpeta          | Alessio Signego          |
| 2005      | Daniele Callegarin    | Alexander Efimkin        | Francesco Tizza          |
| 2006      | Julien Antomarchi     | Enrico Rossi             | Marco Giani              |
| 2007      | Marco Cattaneo        | Pierpaolo De Negri       | Manuele Caddeo           |
| 2008      | Vitali Buts           | Luca Benedetti           | Marco Giani              |
| 2009      | Leigh Howard          | Federico Rocchetti       | Gabriele Graziani        |
| 2010      | Enrico Battaglin      | Kristian Sbaragli        | Alfio Locatelli          |
| 2011      | Luigi Miletta         | Luca Santimaria          | Ricardo Pichetta         |
| 2012      | Carmelo Pantò         | Luca Chirico             | Marco Tizza              |
| 2013      | Iuri Filosi           | Luca Benedetti           | Alessio Taliani          |
| 2014      | Luca Sterbini         | Alfio Locatelli          | Stefano Perego           |
| 2015      | Giulio Ciccone        | Elia Zanon               | Marco Tizza              |
| 2016      | No disputada          |                          |                          |